# Atløy
Atløy (også kaldt Atløyna) er en ø i Askvoll kommune, Vestland fylke i Norge. Den ligger  nord for mundingen af Dalsfjorden. Øen har et areal på 38,3 km².
Kirken på Atløy, Vilnes kirke, er fra 1674. Den tidligere kirke nedbrændte i 1673 efter et lynnedslag. Det siges at da man gravede i det gamle gulv, fandt man mange skeletrester der mentes at stamme fra en vikingegrav.[kilde mangler]
Atløy har formentlig fået navnet efter sagnkongen Atle Jarl (død ca. 910) efter slaget med jarlen Håkon Grjotgarson. De to jarler (stormænd) mødtes i et stort slag i Stavenesvågen i Askvoll. Her faldt Håkon Grjotgardsson og Atle Jarl blev også livsfarligt såret og døde kort efter på en gård på Atløy.